# ウェスタ神殿
ウェスタ神殿（ウェスタしんでん, 羅: Aedes Vestae, 英: Temple of Vesta）は、古代ローマにあったフォロ・ロマーノの建造物で、かまどの女神ウェスタを祀る神殿である。王政期に建造された。
ローマ建築のヘレニズム化は神域の構成や神殿建築に最もよくあらわれており、その好例はローマのテヴェレ川畔の通称ウェスタの円形神殿、ポルトゥヌス神殿、パレストリーナのフォルトゥーナ・プリミゲニア神域である。ウェスタ神殿では、大理石を使い、ヘレニズム建築の正統的コリント式オーダーが用いられている。こうした傾向のさきがけは、前146年にローマにサラミス出身のヘルマドロスが建てたユピテル神殿であった。これまでの神殿では凝灰岩やトラバーチンが建築材料であって、コリント式オーダーもポンペイのバシリカに見られるようにいわゆる変形したイタリア形のものにすぎなかった。ポルトゥヌス神殿は高い基壇の上に立ち、疑似周柱式の平面を持つ、ローマ人は周柱式をギリシア・ヘレニズム建築から学び、これを付け柱とすることで疑似周柱式という独自の形式を生み出した。パレストリーナの神域は幾段ものテラスからなら、列柱廊による広場を作り、そこに強烈な軸線を通すことで全体を結びつけている。列柱廊の広場やテラス構成は、コスのアスクレピウス神域やペルガモンの都市構成に見られるように、まさしくヘレニズム建築に由来するものである。